# Rushmi Chakravarthi
Rushmi Chakravarthi (Hyderabad, 9 de outubro de 1977) é uma tenista profissional indiana.

## Olimpíadas 2012
Chakravarthi e Sania Mirza perderam nas duplas na primeira rodada, contra as taiwanesas Su-Wei Hsieh e Chia-Jung Chuang. 